# Hoke Rice
Hoke Rice (* 8. Januar 1909; † 26. Mai 1974) war ein US-amerikanischer Old-Time-Musiker und Gitarrist. Rice war der Leiter mehrerer Bands während der 1930er-Jahre.

## Leben

### Kindheit und Jugend
Hoke Rice wurde 1909 ungefähr 50 Meilen von Atlanta, Georgia, entfernt im Hall County geboren. Vier Jahre später wurde Rices Bruder Paul geboren, mit dem er später den größten Teil seiner Karriere verbringen sollte. Ihr Vater reparierte in der Woche Schuhsohlen; am Wochenende arbeitete er in der örtlichen Kirche. Das musikalische Talent hatte Rice aber von seiner Mutter geerbt, die Banjo spielte und ihren Söhnen die Musik näher brachte. Nach der Scheidung der Eltern 1920 lebten die Brüder mit ihrer Mutter und ihrem Stiefvater in verschiedenen Dörfern in Georgia.

### Karriere
Mitte der 1920er-Jahre knüpften die beiden Brüder Kontakt zur lokalen und sehr aktiven Musikszene in Atlanta. Hoke spielte auf Aufnahmen verschiedener Musiker wie Lowe Stokes und Gid Tanner and his Skillet Lickers, mit dehnen er auch durch die Lande tourte, während Bruder Paul im Programm des Senders WSB auftrat und mit Fiddlin’ John Carson und auch Gid Tanner Aufnahmen machte. 1930 machte Rice seine ersten Soloaufnahmen für Brunswick Records und Paramount Records.
Anfang der 1930er-Jahre war Hoke Rice Mitglied der Band Carolina Tarheels, mit der er bis 1934 bei WSB auftrat. Die Band war bei den Hörern sehr populär und zwang eine andere Band von Doc Walsh, die ebenfalls The Carolina Tar Heels hieß, sich in Original Carolina Tar Heels umzubenennen. Um 1934 schloss sich Rice mit seinem Bruder Paul zusammen und reisten gemeinsam als The Rice Brothers durch die USA. Sie arbeiteten bei Radiostationen in Cincinnati, Ohio; Roanoke, Virginia; Washington, D.C. und in Shreveport, Louisiana. Für einige Zeit traten sie auch im Village Barn Dance in New York City auf.

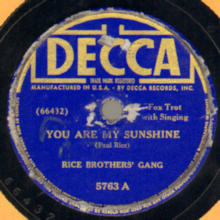
You Are My Sunshine, 1939

1937 kehrten Hoke und Paul Rice nach Atlanta zurück, wo sie wieder vor allem bei den verschiedenen Radiosender WSB, WAGA und WGST arbeiteten. Ihre Bekanntheit erschlossen sie sich vor allem durch diese Auftritte. Während dieser Zeit bekam ihre Gruppe Verstärkung durch verschiedene weitere Musiker und man nannte sich in Rice Brothers Gang um. Mit einem Saxofonisten wandte sich die Gruppe nun aber mehr dem Western Swing zu. 1929 zogen die Brüder nach Shreveport, wo sie regelmäßig auf dem Sender KWKH zuhören waren. Sie traten in dem Saturday Night Round-Up auf, der in den naheliegenden Städten veranstaltet wurde. Zur selben Zeit machten Hoke und Paul die Bekanntschaft mit Jimmie Davis, einem Country-Musiker und späterem Gouverneur von Louisiana. Paul Rice hatte einen Song geschrieben, den er You Are My Sunshine nannte. Er verkaufte die Songscheiberrechte für 35 Dollar an Davis und seinen Partner Charles Mitchell, da er das Geld dringend nötig hatte. Davis machte aus dem Song einen Hit, Paul Rice erhielt jedoch keinen einzigen Dollar, da er alle Rechte abgetreten hatte.
Am 13. September 1939 nahmen die Brüder den Song für Decca Records in New York auf. Für Decca wurden in der nächsten Zeit mehr als 50 weitere Titel eingespielt, darunter Marie, On the Sunny Side of the Street, Mood Indigo und Yes! We Have No Bananas.

### Ende der Karriere
Als 1941 der Zweite Weltkrieg ausbrach, wurden Hoke und Paul zur Armee eingezogen. Nach ihrer Entlassung gingen beide einer geregelten Arbeit nach. Hoke Rice lebte bis zu seinem Tode 1974 in Shreveport, Paul arbeitete zunächst in Chicago als Musiker, zog später nach Atlanta zurück, wo er Mitglied der TV Wranglers wurde. Er zog sich 1960 aus dem Musikgeschäft zurück und starb 1988.
Hoke und Paul Rice wurden 1998 in die Atlanta Country Music Hall of Fame aufgenommen.

## Diskografie
| Jahr              | Titel                                                           | Anmerkungen                  |
| ----------------- | --------------------------------------------------------------- | ---------------------------- |
| Paramount Records |                                                                 |                              |
| 1929              | Way Down South by the Sea / I’m Lonely and Blue                 |                              |
| 1929              | Chinese Breakdown / Macon, Georgia, Breakdown                   | mit der Southern String Band |
| 1929              | Ain’t That Kind of a Cat Yodel / Down In A Southern Town Yodel  |                              |
| Brunswick Records |                                                                 |                              |
| 1930              | Wabash Blues / Put On Your Old Gray Bonnett                     | mit den Hoky Poky Boys       |
| 1930              | I Don’t Love Nobody / Georgia Gal                               | mit den Hoky Poky Boys       |
| Brunswick Records |                                                                 |                              |
| 1939              | King Cotton Stomp (Everybody Loves My Baby) / Sweet Someone     |                              |
|                   | On The Jericho Road / I Love My Saviour                         |                              |
|                   | Sugar Blues / Marie                                             |                              |
|                   | Be Careful With Those Eyes / Mood Indigo                        |                              |
|                   | My Idea Of Heaven / On The Sunny Side of the Street             |                              |
|                   | You Tell Her ‘Cause I Stutter / Hold Me                         |                              |
|                   | When I’m Walkin’ With My Sweetness / China Boy                  |                              |
|                   | Cheatin’ On Your Baby / Ain’t That Too Bad                      |                              |
|                   | You Got That Thing / Do Something                               |                              |
|                   | Won’t You Come Back To Me / Alabama Jubilee Shuffle             |                              |
|                   | They Cut Down The Old Pine Tree / Down Yonder                   |                              |
|                   | Lovelight In The Starlight / You Are My Sunshine                |                              |
|                   | I Wish You Were Jealous Of Me / Japanese Sandman                |                              |
|                   | At The Close Of A Long Day / I Cried For You                    |                              |
|                   | Is It True What They Say About Dixie? / Oh Susannah             |                              |
|                   | Nagasaki / You Gotta See Daddy Ev’ry Day                        |                              |
|                   | Shanty In Old Shanty Town / It Made You Happy                   |                              |
|                   | Sally Do You Love Me / Sweetheart Wait For Me                   |                              |
|                   | Below The Rio Grande / No Matter What Happens My Darling        |                              |
|                   | Yes We Have No Bananas / When It’s Blossom Time In Old Kentucky |                              |
|                   | You’ll Only Have One Mother / Hurry Johnny Hurry                |                              |
|                   | Mary Lou / My Sweetheart Darling                                |                              |
|                   | I Won’t Have Any Troubles / Girl Of My Dreams                   |                              |
|                   | My Carolina Sunshine Girl / You Don’t Love Me Anymore           |                              |
|                   | Do You? / Railroad Boomer                                       |                              |
|                   | Little Girl, I’m So Blue Without You / Riding Down The Canyon   |                              |
|                   | Dry Your Eyes Little Girl / Linda May Polka                     |                              |
|                   | Please Don’t Stay Away / I’ll Always Love You                   |                              |